# Brani musicali da Les Misérables
Les Misérables, chiamato colloquialmente con l'abbreviativo Les Mis, è uno dei musical più famosi e messi in scena nel mondo. Il musical è basato sul romanzo di Victor Hugo “I miserabili”, che racconta le vicissitudini di alcuni personaggi in cerca della libertà e della redenzione spirituale nella Francia del XIX secolo. Il compositore francese Claude-Michel Schönberg ha composto le musiche (vincitrici di un Tony Award) dello spettacolo, mentre Alain Boublil ne ha curato il libretto. In seguito, il musical è stato messo in scena nel West End londinese nel 1985, con nuove liriche in lingua inglese firmate da Herbert Kretzmer. L'8 ottobre 2006 la produzione londinese ha compiuto ventun anni, diventando così il musical più longevo nella storia del West End. Il musical ha ottenuto un grande successo anche a Broadway e in molti Paesi del mondo.
Esistono varie incisioni discografiche del musical, sia con il cast di Londra che con quello di Broadway. Tuttavia, nessuna registrazione è stato inciso il musical con l'intero libretto (quindi anche con le parti parlate) e sovente è stata eliminata qualche canzone; l'album The Complete Symphonic Recording è quello che più si avvicina alla versione integrale così come appare sul palcoscenico, se non per un paio di canzoni eliminate per renderlo più simile all'iniziale progetto londinese; inoltre, esiste una canzone che è presente soltanto nella prima versione in lingua francese del musical, che non è stata poi più usata nella versione anglosassone.
I personaggi che cantano assoli o dei duetti sono:
- Jean Valjean, il protagonista, un galeotto in libertà vigilata, ex-prigioniero 24601. Dopo l'incontro con il vescovo di Digne, Valjean cambia vita e, vergognandosi molto del suo passato criminale, adotta il nome di “Monsieur Madeleine”, in modo da poter vivere una nuova vita come un uomo onesto. Tuttavia, l'ispettore Javert non si è persuaso del cambiamento in Valjean, e continua a dargli la caccia;
- Fantine, una ragazza madre costretta a prostituirsi per pagare il dottore alla figlia malata;
- Javert, ispettore di polizia ossessionato da Jean Valjean, a cui dà la caccia da quasi vent'anni che chiama il fuggitivo soltanto “prigioniero n° 24601”;
- Éponine, la giovane e trascurata figlia dei sinistri Thénardier segretamente innamorata di Marius
- Cosette, la figlia di Fantine affidata ai malvagi Thénardier che la sfruttano, costringendola a far i lavori più umili. In seguito, viene adottata da Valjean;
- Marius Pontmercy, un giovane studente e rivoluzionario francese innamorato di Cosette;
- Monsieur e Madame Thénardier, avida e crudele coppia di sposi che, dopo aver perso la locanda con cui sfruttavano e derubavano i clienti, si sono trasferiti a Parigi, diventando temutissimi ladri;
- Enjolras, capo degli studenti rivoluzionari che cercano di liberare dall'oppressione i francesi;
- Gavroche, monello di strada adorato dal popolo, volgare e sfacciato. Figlio non amato dei Thénardier, Gavroche combatte e muore sulle barricate, diventando simbolo di giovinezza e audacia;
- Grantaire, grande amico di Enjolras e ubriacone, muore tragicamente sulle barricate.

## Brani musicali
Primo Atto
- Overture – Orchestra
- Prologue: Work Song – Galeotti, Javert e Valjean
- Prologue: On Parole – Valjean, Fattore, lvoratore, moglie dell'oste, oste
- Prologue: Valjean Arrested / Valjean Forgiven – Gendarmi, popolani, Vescovo
- Prologue: What Have I Done? – Valjean
- At the End of the Day – Fantine, poveri, lavoratrici, sorveglianti e Valjean
- I Dreamed a Dream – Fantine
- Lovely Ladies – Fantine, Marinai, prostitute, vecchia donna e Pimp
- Fantine's Arrest – Fantine, Bamatabois, Javert e Valjean
- The Runaway Cart – Passanti, Valjean, Fauchelevent e Javert
- Who Am I? – Valjean
- Fantine's Death – Fantine e Valjean
- The Confrontation – Javert e Valjean
- Castle on a Cloud –Cosette da bambina e Madame Thénardier
- Master of the House – Thénardier, Madame Thénardier e coro
- The Bargain / The Thénardier Waltz of Treachery – Thénardier, Valjean, Madame Thénardier e Cosette da bambina
- Look Down – Poveri, Gavroche, vecchia, Prostitute, Pimp, Enjolras e Marius
- The Robbery / Javert's Intervention – Thénardier, Madame Thénardier, Éponine, Marius, Valjean e Javert
- Stars – Javert e Gavroche
- Éponine's Errand – Marius e Éponine
- The ABC Café / Red and Black – Studenti, Enjolras, Marius, Grantaire e Gavroche
- Do You Hear the People Sing? – Enjolras, Grantaire, Studenti e popolani
- I Saw Him Once – Cosette
- In My Life – Cosette, Valjean, Marius e Éponine
- A Heart Full of Love – Marius, Cosette e Éponine
- The Attack on Rue Plumet – Thénardier, ladri, Éponine, Marius, Valjean e Cosette
- One Day More – Valjean, Marius, Cosette, Éponine, Enjolras, Javert, Thénardier, Madame Thénardier e tutto il cast

Secondo Atto
- At the Barricade (Upon These Stones) – Enjolras, Javert, Marius, Éponine e Valjean
- On My Own – Éponine
- Building the Barricade (Upon These Stones) – Enjolras, Studenti e soldati
- Javert's Arrival – Javert ed Enjolras
- Little People – Gavroche, Studenti, Enjolras e Javert
- A Little Fall of Rain – Éponine e Marius
- Night of Anguish – Enjolras, Valjean e Studenti
- The First Attack – Enjolras, Grantaire, Studenti, Valjean e Javert
- Drink with Me – Grantaire, Studenti, donne e Marius
- Bring Him Home – Valjean
- Dawn of Anguish – Enjolras e Studenti
- The Second Attack (Death of Gavroche) – Enjolras, Marius, Valjean, Grantaire, Gavroche e studenti
- The Final Battle – Ufficiale, Grantaire, Enjolras e Students
- The Sewers – Orchestra
- Dog Eats Dog (The Sewers) – Thénardier
- Javert's Suicide – Valjean e Javert
- Turning – Donne di Parigi
- Empty Chairs at Empty Tables – Marius
- Every Day (Marius and Cosette) – Cosette e Marius
- A Heart Full of Love (Reprise) – Cosette, Marius e Valjean
- Valjean's Confession – Valjean e Marius
- Wedding Chorale – Ospiti, Thénardier, Marius e Madame Thénardier
- Beggars at the Feast – Thénardier e Madame Thénardier
- Valjean's Death – Valjean, Fantine, Cosette, Marius e Éponine
- Finale – Tutta la compagnia

## Prologo

### Overture / Work Song
Overture è il numero iniziale del musical, completamente eseguito dall'orchestra. L'overture è una musica drammatica che introduce l'inizio della narrazione, che si svolge a Tolone nel 1815. 
Work Song (canzone del lavoro), che segue subito l'overture, è un triste coro dei carcerati che esprimono tutto il loro dolore e patimento; in seguito, la canzone diventa un rabbioso duetto tra Valjean (un prigioniero) e Javert, la guardia carceraria.
Versione francese
- Versione originale francese del 1980 — La canzone è assente
- Revival parigino del 1991 — la canzone è intitolata: Ouverture/Le bagne: pitié, pitié (Overture/la prigione: pietà, pietà!)

### On Parole
On Parole (In Libertà Vigilata) è la seconda canzone del primo atto. È preceduta da “Overture/Work Song” ed è seguito da “Valjean Arrested & Forgiven".
Versione francese
- Versione originale francese del 1980 — La canzone è assente
- Revival parigino del 1991 — La canzone è intitolata En liberté conditionnelle (In libertà Vigilata).

### Valjean Arrested, Valjean Forgiven
Valjean Arrested, Valjean Forgiven (Valjean arrestato, Valjean perdonato) è la terza canzone del primo atto. La canzone è divisa in due parti: nella prima Valjean è ospitato dal vescovo di Digne e ruba al suo benefattore i calici d'argento, nella seconda Valjean viene catturato da due gendarmi, per poi essere rilasciato sotto ordine del vescovo stesso che lo ha perdonato per il furto.
La seconda parte è quella che generalmente viene incise su disco, mentre la prima è meno conosciuta. Quando vengono registrate entrambe, spesso la canzone viene intitolata The Bishop of Digne (Il Vescovo di Digne).
Versione francese
- Versione originale francese del 1980 — La canzone è assente
- Revival parigino del 1991 — La canzone è intitolata L'évêque de Digne (Il vescovo di Digne).

### What Have I Done? (Valjean's Soliloquy)
What Have I Done? (Che cosa ho fatto?), conosciuta anche come Valjean's Soliloquy (Il soliloquio di Valjean, è la quarta canzone del primo atto ed il primo assolo del protagonista, Jean Valjean.
Versione francese
- Versione originale francese del 1980 — La canzone è assente
- Revival parigino del 1991 — La canzone è intitolata Pourquoi ai-je permis à cet homme? (Perché mi è stato permesso da quest'uomo?).

## Primo Atto

### At the End of the Day
La musica di At the End of the Day (Alla fine del giorno) è veloce ed è formata da un intreccio di temi differenti con melodie coincidenti cantate da vari gruppo di lavoratrici e sorveglianti, con poche parti cantate da solisti, che sono quelle di Fantine e Valjean/Papà Madeleine
Versione francese
- Versione originale francese del 1980 — La canzone è intitolata La journée est finie (La giornata è finita), e costituisce il primo brano del musical.
- Revival parigino del 1991— La canzone è intitolata Quand un jour est passé (Quando un giorno è passato).

### I Dreamed a Dream
"I Dreamed a Dream" (Feci un sogno) è un assolo cantato da Fintine all'inizio del primo atto.
La gran parte della musica è lenta e malinconica, mentre il finale diventa più veloce, man mano che cresce la rabbia e la frustrazione nel personaggio; nella canzone, Fantine pensa a tutti gli errori commessi e a tutti i torti che ha dovuto sopportare nella sua breve vita, piangendo anche l'amore perduto.
Versione francese
- Versione originale francese del 1980;— La canzone è intitolata J'avais rêvé d'une autre vie (Avevo sognato un'altra vita).
- Revival parigino del 1991;— La canzone è intitolata J'avais rêvé (Avevo sognato).

### Lovely Ladies
Lovely Ladies (Belle donne) è una canzone del primo atto. È seguita da Fantine’s Arrest e preceduta da I Dreamed a Dream. Spesso Lovely Ladies viene unita con la canzone successiva
Versione francese
- Versione originale francese del 1980 — Questa canzone non appare nell'originale, ma parte della scena e dei temi musicali sono analoghi con La nuit (La notte), e a Les beaux cheveux que voilà (I bellissimi capelli che sono qui), in cui Fantine vende i suoi capelli a una donna. Una parte dei temi musicali di questa canzone può essere trovata in J'avais rêvé d'une autre vie (Avevo sognato un'altra vita), che presenta la melodia finale di Lovely Ladies.
- Revival parigino del 1991;— La canzone è intitolata Tu viens chéri! (Vieni caro!).

### Fantine's Arrest
Fantine's Arrest (L'arresto di Fantine) è una canzone del primo atto. Segue "Lovely Ladies" (che spesso forma una canzone unica con questa) ed è seguita da "The Runaway Cart".
Versione francese
- Versione originale francese del 1980 — La canzone è divisa in due, intitolate Dites-moi ce qui se passe (Dimmi cos'è successo) e Fantine et Monsieur Madeleine (Fantine e Monsieur Madeleine).
- Revival parigino del 1991;— La canzone non è stata incise nel cast album

### The Runaway Cart
The Runaway Cart (Il carro) è una canzone del primo atto divisa in due parti. Nella prima il coro, Fauchelevent e Valjean cantano dopo una parte strumentale. La seconda parte è un duetto tra Javert e Valjean. La canzone è spesso eliminata in tutte le incisioni discografiche.
Versione francese
- Versione originale francese del 1980 — La canzone non è stata incise, ma era presente nella versione teatrale.
- Revival parigino del 1991;— La canzone non è stata incisa.

### Who Am I? – The Trial
Who Am I? (Chi sono?) è una canzone del primo atto, ed è il secondo assolo di Jean Valjean.
È una canzone piuttosto lenta e contiene tracce della melodia che Valjean canterà in "One Day More".
Versione francese
- Versione originale francese del 1980 — La canzone non è stata incisa su disco; tuttavia, la canzone è presente già in questa prima versione. Include un'altra strofa, in cui Valjean rivela sinteticamente il proprio passato; ciò è stato necessario, visto che nella nuova versione c'è il prologo, mentre in quella originale era assente.
- Revival parigino del 1991;— La canzone si intitola Le procès: comment faire? (Il processo – Che Fare?).

### Fantine's Death (Come to Me)
Fantine's Death (La morte di Fantine), nota anche col titolo di Come to Me (Vieni da me), è una canzone del primo atto. È seguito da "The Confrontation". È un pezzo lento e delicato in cui Fantine affida a Valjean la figlia; il tema musicale è poi ripreso nella canzone "On My Own".
Versione francese
- Versione originale francese del 1980 — La canzone è assente
- Revival parigino del 1991; - La canzone si intitola La mort de Fantine (La morte di Fantine).

### The Confrontation
The Confrontation (Il confronto) è una canzone del primo atto, un duetto. La musica, lenta e solenne nella partitura originale (mentre nella prassi esecutiva successiva e soprattutto nella riorchestrazione attualmente utilizzata, appare rapida e fortemente ritmata) è molto simile a quella di "Work Song", e anche parte dei versi coincidono. Il punto più importante della canzone è il momento finale in cui I due personaggi cantano insieme su temi differenti.
Versione francese
- Versione originale francese del 1980 —; La canzone non è presente. Nel musical un dottore informa brevemente Valjean del trapasso di Fantine, mentre l'uomo chiede a Javert tre giorni per trovare Cosette. La musica era completamente differente, se non per il climax finale.
- Revival parigino del 1991;— La canzone si intitola La confrontation (Il confronto).

### Castle on a Cloud
Castle on a Cloud (Il castello su una nuvola) è un assolo della piccola Cosette. La bambina canta di un luogo immaginario in cui tutti possano vivere sereni con la propria mamma.
Versione francese
- Versione originale francese del 1980 — La canzone si intitola Mon prince est en chemin (Il mio principe è sulla via), e inizia con una lunga parte strumentale. La parte in cui discute con nella versione inglese.
- Revival parigino del 1991;— La canzone si intitola Une poupée dans la vitrine (Una bambola dietro la vetrina). Il titolo fa riferimento a una scena del libro, dove Cosette desidera molto una bambola esposta dietro la vetrina di un negozio.

### Master of the House
Master of the House (Il padrone di casa) è una delle canzoni più famose del musical. La canzone introduce i due Thénardiers e i loro sporchi affari.
Versione francese
- Versione originale francese del 1980 — La canzone si intitola La devise du cabaretier (Il motto del padrone).
- Revival parigino del 1991;— La canzone si intitola Maître Thénardier (Il padrone Thénardier).

### The Bargain / The Waltz of Treachery
The Bargain e The Waltz of Treachery sono due canzoni, spesso considerate come una sola. La prima parte non è quasi mai incise su disco, mentre la seconda è più nota.
Versione francese
- Versione originale francese del 1980 — La canzone si intitola Valjean chez les Thénardier (Valjean e i Thénardier's) e La valse de la fourberie (Il valzer dell'astuzia).
- Revival parigino del 1991;— La canzone si intitola La transaction (La transazione). È presente solo la seconda parte.

### Look Down
Look Down (Guarda in basso), a volte intitolata "The Beggars" (I poveri) o "Parigi: 1832", è una delle canzoni più famose del musical, formata da più temi cantanti da personaggi differenti spesso insieme. La canzone era dopo "Stars" nella versione originale londinese.
Versione francese
Versione originale francese del 1980 — La canzone è intitolata Donnez, donnez (Dammi, dammi). 
- Revival parigino del 1991;— La canzone è intitolata Bonjour Paris (Buongiorno, Parigi).

### The Robbery / Javert's Intervention
The Robbery (il furto) è una delle canzoni meno note del musical. Thénardier prova a derubare Jean Valjean, una volta capito che è l'uomo che ha comprato Cosette. La scena è interrotta da Éponine che entra in scena preannunciando l'arrivo di Javert. L'ispettore non riconosce Valjean (che intanto scappa), finché Thénardier non gli svela l'identità nell'uomo.
Versione francese
- Versione originale francese del 1980 — La canzone appare alla fine di Donnez, donnez (Dammi, dammi) nell'incisione su disco, ed era presente nella versione teatrale.
- Revival parigino del 1991;— La canzone non è stata incise su disco.

### Stars
Stars (Stelle) è uno dei due assoli di Javert ed è una delle canzoni più famose nel musical. Nella versione originale londinese la canzone precedeva "Look Down".
Versione francese
- Versione originale francese del 1980 — La canzone non è presente
- Revival parigino del 1991;— La canzone si intitola Sous les étoiles (Sotto le stelle).

### Éponine's Errand
Éponine's Errand è un'importante scena del musical, in cui Éponine porta Marius da Cosette. È chiaro quanto Éponine sia riluttante nel fare ciò, essendo perdutamente innamorata di Marius. 
La prima parte della melodia è intitolata as L'un vers l'autre, (uno verso l'altro) nell'originale francese
Versione francese
- Versione originale francese del 1980 — La canzone non è presente
- Revival parigino del 1991;— La canzone non è stata incise su disco.

### The ABC Café / Red and Black
The ABC Café (Il Caffè degli ABC) introduce un gruppo di studenti rivoluzionari che costituiscono gli Amici dell’ABC. 
La canzone presenta tre momenti: l'introduzione, Red and Black (Rosso e Nero) di Enjorlas e “Lamarque is Death” (Lamarque è morto) di Gavroche.
Versione francese
- Versione originale francese del 1980 — Sono presenti le canzoni Rouge et noir (Rosso e nero), cantata da Marius quando incontra Cosette, seguita da Les amis de l'ABC (Gli amici dell'ABC).
- Revival parigino del 1991;— Sono presenti le canzoni Le café des amis de l'ABC (Gli amici del Caffè dell'ABC) e Rouge la flamme de la colère (Rossa, la fiamma dell'ira). La canzone è leggermente diversa da quella inglese.

### Do You Hear the People Sing?
Do You Hear the People Sing? (Senti il popolo cantare?) è uno dei pezzi più famose del musical, ed è spesso intitolata anche "The People's Song" (La canzone del popolo). La canzone è cantata due volte: la prima volta al termine del primo atto, la seconda sul finale. Una versione strumentale della canzone è suonata nelle scene delle tre battaglie.
Versione francese
- Versione originale francese del 1980 — La canzone è intitolata À la volonté du peuple (Alla volontà del popolo).
- Revival parigino del 1991;— La canzone è intitolata À la volonté du peuple (Alla volontà del popolo).

### Rue Plumet – In My Life
In My Life (Nella mia vita) è una delle canzoni più famose del musical. Nella versione originale di Londra si intitolava "I Saw Him Once" (Lo vidi una volta), e Te souviens-tu du premier jour? nella versione francese del 1980.
Versione francese
- Versione originale francese del 1980 — La canzone è intitolata Cosette: Dans la vie (Cosette: Nella vita) e Marius: Dans la vie (Marius: Nella vita).
- Revival parigino del 1991;— La canzone è intitolata Rue Plumet – Dans ma vie (Rue Plumet – Nella mia vita).

### A Heart Full of Love
A Heart Full of Love (Un cuore pieno di amore) è una celebre canzone, cantata da Cosette, Marius e Éponine subito dopo "In My Life".
Versione francese
- Versione originale francese del 1980 — La canzone è intitolata Le cœur au bonheur (Il cuore della gioia).
- Revival parigino del 1991;— La canzone è intitolata Le cœur au bonheur (Il cuore della gioia).

### The Attack on Rue Plumet
The Attack on Rue Plumet (L'attacco a Rue Plumet) è una canzone in tre parti: la prima è incise solo nel concept album francese e una parte più piccolo nella Complete Symphonic Recording Album Recording; la seconda è più conosciuta, mentre la terza ha un'importanza maggiore nella storia che nell'ambito musicale.
Versione francese
- Versione originale francese del 1980 — La prima parte della canzone si intitola Voilà le soir qui tombe (Ecco, la notte sta finendo), ed era situata tra "In My Life" e "A Heart Full of Love".
- Revival parigino del 1991;— La canzone si chiamava Le casse de la rue Plumet (Intrusione in Rue Plumet).

### One Day More
One Day More (Un altro giorno) è il pezzo corale che conclude il primo atto: la gran parte dei personaggi principali canta il proprio tema, spesso contemporaneamente con quello degli altri. La musica riassume i temi principali del primo atto:
- Valjean canta sulla melodia di "Who Am I?", senza alcun cambiamento;
- Marius, Cosette e Éponine cantano sulle note di "I Dreamed a Dream";
- Enjolras ripete il ritornello di "I Dreamed a Dream" su una chiave maggiore
- Javert canta sul tema di "Valjean Arrested/Valjean Forgiven" or "Fantine's Arrest", ma più lentamente e con su una chiave maggiore.
- I Thénardiers cantano la melodia di "Master of the House", ma questa volta più lentamente.
- I rivoluzionari ripetono ancora "I Dreamed a Dream", mentre una parte strumentale ripete l'assolo di Fantine.

Ognuno dei personaggi canta il suo pezzo con una melodia differente, contemporaneamente con quella degli altri personaggi.
Versione francese
- Versione originale francese del 1980 — La canzone si intitola Demain (Domani). Ha uno stile più lento e si conclude con un assolo di Valjean.
- Revival parigino del 1991;— La canzone si chiama Le grand jour (Il grande giorno).

## Secondo Atto

### At the Barricade (Upon These Stones)
At the Barricade(Alle barricate), chiamato anche Upon These Stones (Su queste pietre) è l'entr'acte del secondo atto e la melodia è formata da un medley nelle canzoni del primo atto. È assente in quasi tutte le edizioni discografiche.
Versione francese
- Versione originale francese del 1980 — La canzone non è stata incise, ma era presente nello spettacolo a teatro
- Revival parigino del 1991;— La canzone si intitola La première barricade (La prima barricata). La parte in cui Éponine dà la lettera a Valjean è stata tagliata.

### On My Own
On My Own è l'unico assolo di Éponine, ed uno dei brani più famosi dell'intero musical.
Versione francese
- 1980 Original French Version — La canzone si intitolava L'air de la misère (L'aria della miseria) ed era cantata da Fanine
- Revival parigino del 1991;— La canzone si intitola Mon histoire (La mia storia).

### Building the Barricade (Upon These Stones)
Building the Barricade, (Costruendo le barricade) è chiamata anche Upon These Stones (Reprise), (Su queste pietre) e Back at the Barricade (Di nuovo alle barricade).
Versione francese
- Versione originale francese del 1980 — La canzone non appare
- Revival parigino del 1991;— La canzone si intitola Sur la barricade (Sulle barricate).

### Javert's Arrival
Javert's Arrival (L'arrivo di Javert) ha una maggior importanza in quanto scena che in quanto canzone.
Versione francese
- Versione originale francese del 1980 — La canzone non è stata incise, ma era presente nello spettacolo a teatro
- Revival parigino del 1991;— La canzone si intitola Je sais ce qui se trame (So cos'è successo).

### Little People
Little People è la canzone che segna lo smascheramento di Javert da parte del piccolo Gavroche
Versione francese
- Versione originale francese del 1980 — La canzone si intitola La faute à Voltaire (La colpa di Voltaire) ed è molto più lunga
- Revival parigino del 1991;— la canzone si intitola C'est la faute à. (La colpa di.).

### A Little Fall of Rain
A Little Fall of Rain è il numero della morte di Éponine, ed è un duetto tra lei e Marius. La ragazza dice a Marius di amarlo sin dal primo istante e spira dolcemente tra le sue braccia.
Versione francese
- Versione originale francese del 1980 — la canzone si intitola Ce n'est rien (Non è niente).
- 1991 Parisian Revival Version — la canzone si intitola Un peu de sang qui pleure (Un po' di sangue che lacrima).

### Night of Anguish
Night of Anguish (Notte d'angoscia) è un interludio musicale.
Versione francese
- Versione originale francese del 1980 — La canzone è intitolata La nuit de l'angoisse (Notte d'angoscia), e contiene solo in parte il materiale poi riutilizzato nella versione inglese del musical. Parte del tema è poi utilizzato in "Drink with Me".
- Revival parigino del 1991;— La canzone non è stata incisa nel CD.

### The First Attack
The First Attack (Il primo attacco) inizia con un pezzo solo musicale, a cui seguono dialoghi dei personaggi. Il pezzo è di scarsa importanza musicale, ma essenziale per la storia.
Versione francese
- Versione originale francese del 1980 — L'aube du 6 juin (L'alba del 6 giugno)
- Revival parigino del 1991;— La canzone si intitola La première attaque (Il primo attacco).

### Drink with Me
Drink with Me (Bevi con me) è il lamento dei giovani studenti rivoluzionari davanti all'aspettativa di una morte certa e ormai prossima.
Versione francese
- Versione originale francese del 1980 — È cantata solo una strofa della canzone in La nuit de l'angoisse (Notte d'angoscia).
- Revival parigino del 1991;— La canzone si intitola Souviens-toi des jours passés (Ricorda i giorni passati).

### Bring Him Home
Bring Him Home (Portalo a casa) è il più celebre assolo di Valjean, in cui l'uomo prega Dio di riportare Marius da Cosette, offrendo addirittura la propria vita in cambio.
Versione francese
- Versione originale francese del 1980 — La canzone non appare
- Revival parigino del 1991;— La canzone si intitola Comme un homme (Come un uomo).

### Dawn of Anguish
Dawn of Anguish (Alba di angoscia) è un altro breve interludio musicale.
Versione francese
- Versione originale francese del 1980 — La canzone non appare
- Revival parigino del 1991;— La canzone non è stata incisa nel CD.

### The Second Attack (Death of Gavroche)
The Second Attack (Il secondo attacco, la morte di Gavroche) è la seconda parte dei combattimenti ed è di scarsa importanza musicale, ma essenziale per la storia.
Versioni francesi
- Versione originale francese del 1980 — La canzone non appare
- Revival parigino del 1991;— La canzone non è stata incisa nel CD.

### The Final Battle
The Final Battle (La battaglia finale) è un numero esclusivamente musicale, eliminato in quasi tutte le versioni discografiche.
Versioni francesi
- Versione originale francese del 1980 — La canzone non appare
- Revival parigino del 1991;— La canzone non è stata incisa nel CD.

### The Sewers / Dog Eats Dog
The Sewers (Le fogne) è un pezzo strumentale seguito da Dog Eats Dog, (Cane mangia cane), canzone di Thénardier, in cui il ladro racconta di rubare oggetti di valore dai cadaveri degli studenti uccisi alle barricate.
Versioni Francesi
- Versione originale francese del 1980 — La canzone non appare
- Revival parigino del 1991;— La canzone si intitola Fureurs cannibales (Follia cannibale).

### Javert's Suicide
Javert's Suicide (Il suicidio di Javert) è il secondo e, per ovvie ragioni, ultimo assolo di Javert. È cantata tra "Dog Eats Dog" e "Turning". È preceduta da parte della musica del tema di "The Confrontation", in cui Valjean chiede a Javert del tempo per portare Marius in ospedale e l'ispettore acconsente.
Versione francese
- Versione originale francese del 1980 — La canzone si intitola Noir ou blanc (Nero o bianco).
- Revival parigino del 1991;— La canzone si intitola Le suicide de Javert (il suicidio di Javert).

### Turning
Turning è un lamento cantata dalle donne di Parigi per i giovanissimi studenti uccisi alle barricate. È l'unica canzone in cui non canta nessuno dei personaggi maggiori.
Versione francese
- Versione originale francese del 1980 — La canzone non appare
- Revival parigino del 1991;— La canzone si intitola Tourne, tourne (Cambia, Cambia).

### Empty Chairs at Empty Tables
Empty Chairs at Empty Tables (Sedie vuote e tavoli vuoti) è un assolo cantato da Marius verso la fine del musical. Riprende il tema del "The Bishop of Digne".
Versione francese
- Versione originale francese del 1980 — La canzone non appare
- Revival parigino del 1991;— La canzone si intitola Seul devant ces tables vides (Solo davanti a questi tavoli vuoti).

### Every Day
Every Day (Ogni giorno) è una canzone in due parti, delle quali la seconda è intitolata A Heart Full of Love (Reprise).
Versione francese
- Versione originale francese del 1980 — La canzone non appare
- Revival parigino del 1991;— La canzone non è stata incisa nel CD.

### Valjean's Confession
Valjean's Confession è un Duetto tra Marius e Valjean in cui il secondo informa il primo del proprio passato da galeotto.
Versione francese
- Versione originale francese del 1980 — La canzone si intitola L'aveu de Jean Valjean (La confessione di Jean Valjean) ed era più lunga.
- Revival parigino del 1991;— La canzone non è stata incisa nel CD.

### Wedding Chorale
The Wedding (Il matrimonio) conosciuta anche come Wedding Chorale è una canzone cantata dagli ospiti del matrimonio di Cosette e Marius. La seconda parte della canzone è un dialogo tra Ma. Me e Mn. Thérnadier e Marius.
Versione francese
- Versione originale francese del 1980 — La canzone è assente
- Revival parigino del 1991;— La canzone si intitola Sonnez, sonnez (Suona, suona!).

### Beggars at the Feast
Beggars at the Feast (Straccioni alla festa) è il secondo grande numero musicale nel musical cantata dai Thénardiers. Nella canzone, la coppia inneggia all'importanza del denaro come essenza stessa della vita; la canzone è considerata una ripresa di Master of the House
Versioni francesi
- Versione originale francese del 1980 — La canzone non appare
- Revival parigino del 1991;— La canzone si intitola Mendiants à la fête (Straccioni alla festa).

## Epilogo

### Valjean's Death
Valjean's Death (La morte di Valjean) è la penultima (o ultima, a seconda delle incisioni) canzone del musical. Questa canzone viene spesso unita a quella successiva per formarne una sola, intitolata The Epilogue (Epilogo), così come c'è un prologo. Nella canzone Eponine e Fantine tornano in scena per accogliere Valjean in paradiso.
Versione francese
- Versione originale francese del 1980 — La canzone si intitola Épilogue: la lumière (Epilogo: la luce)
- Revival parigino del 1991;— La canzone si intitola Final: c'est pour demain (Finale: è per domani)

### Finale
Finale è l'ultima canzone del musical, ed è nota anche con il titolo Do You Hear the People sing (Reprise)?
Versione francese
- Versione originale francese del 1980 — La canzone è assente
- Revival parigino del 1991;— La canzone si intitola Final: c'est pour demain (Finale: è per domani)

## Le canzoni nelle edizioni discografiche
| Canzoni                                                            | Original London Recording | Original Broadway Recording | Tenth Anniversary Recording | Complete Symphonic Recording | Original French Concept Album | Paris Revival Recording | Edizioni per le scuole superiori |
| ------------------------------------------------------------------ | ------------------------- | --------------------------- | --------------------------- | ---------------------------- | ----------------------------- | ----------------------- | -------------------------------- |
| Overture / Work Song                                               | Si                        | Si                          | Si                          | Si                           | No                            | Si                      | Partially                        |
| On Parole                                                          | No                        | No                          | Partially                   | Si                           | No                            | No                      | Partially                        |
| Valjean Arrested, Valjean Forgiven                                 | Partially                 | Partially                   | Si                          | Si                           | No                            | Partially               | Partially                        |
| Valjean's Soliloquy (What Have I Done?)                            | Si                        | Si                          | Si                          | Si                           | No                            | Si                      | Partially                        |
| At the End of the Day                                              | Si                        | Si                          | Si                          | Si                           | Si                            | Si                      | Si                               |
| I Dreamed a Dream                                                  | Si                        | Si                          | Si                          | Si                           | Si                            | Si                      | Si                               |
| Lovely Ladies                                                      | Si                        | Si                          | Partially                   | Si                           | Partially                     | Si                      | Partially                        |
| Fantine's Arrest                                                   | No                        | No                          | Si                          | Si                           | Si                            | No                      | Partially                        |
| The Runaway Cart                                                   | No                        | No                          | Partially                   | Si                           | No                            | No                      | Partially                        |
| Who Am I? – The Trial                                              | Si                        | Si                          | Si                          | Si                           | No                            | Si                      | Si                               |
| Come to Me (Fantine's Death)                                       | Si                        | Si                          | Si                          | Si                           | No                            | Si                      | Si                               |
| The Confrontation                                                  | Si                        | Si                          | Si                          | Si                           | No                            | Si                      | Partially                        |
| Castle on a Cloud                                                  | Partially                 | Partially                   | Partially                   | Si                           | Si                            | Partially               | Partially                        |
| Master of the House                                                | Partially                 | Partially                   | Partially                   | Si                           | Partially                     | Partially               | Partially                        |
| The Bargain                                                        | No                        | No                          | Partially                   | Si                           | Si                            | No                      | Partially                        |
| The Waltz of Treachery                                             | Si                        | Si                          | Si                          | Si                           | Si                            | Si                      | Si                               |
| Look Down                                                          | Partially                 | Si                          | Si                          | Si                           | Si                            | Si                      | Partially                        |
| The Robbery                                                        | No                        | No                          | No                          | Si                           | Partially                     | No                      | Partially                        |
| Javert's Intervention                                              | No                        | No                          | No                          | Si                           | No                            | No                      | Si                               |
| Stars                                                              | Si                        | Si                          | Si                          | Si                           | No                            | Si                      | Partially                        |
| Little People (Original, Former)                                   | Si                        | No                          | Partially                   | No                           | Si                            | No                      | Partially                        |
| Eponine's Errand                                                   | No                        | No                          | No                          | Si                           | No                            | No                      | Si                               |
| The ABC Café / Red and Black                                       | Partially                 | Partially                   | Si                          | Si                           | Partially                     | Partially               | Partially                        |
| Do You Hear the People Sing?                                       | Si                        | Si                          | Si                          | Si                           | Si                            | Si                      | Si                               |
| I Saw Him Once                                                     | Si                        | No                          | No                          | No                           | No                            | No                      | No                               |
| In My Life                                                         | Partially                 | Si                          | Partially                   | Si                           | Partially                     | Si                      | Partially                        |
| A Heart Full of Love                                               | Partially                 | Si                          | Si                          | Si                           | Partially                     | Si                      | Si                               |
| The Attack on Rue Plumet                                           | Partially                 | Partially                   | Partially                   | Si                           | Partially                     | Partially               | Partially                        |
| One Day More                                                       | Si                        | Si                          | Si                          | Si                           | Si                            | Si                      | Si                               |
| At the Barricade (Upon These Stones)                               | No                        | Partially                   | No                          | Si                           | No                            | Partially               | Partially                        |
| On My Own                                                          | Si                        | Si                          | Si                          | Si                           | No                            | Si                      | Si                               |
| Building the Barricade                                             | Partially                 | Si                          | Si                          | Si                           | No                            | Si                      | Partially                        |
| Javert's Arrival                                                   | No                        | Si                          | Si                          | Si                           | No                            | Si                      | Partially                        |
| Little People                                                      | No                        | Partially                   | Si                          | Si                           | No                            | Partially               | Partially                        |
| A Little Fall of Rain                                              | Si                        | Si                          | Si                          | Si                           | Si                            | Si                      | Partially                        |
| Night of Anguish                                                   | No                        | No                          | Si                          | Si                           | Si                            | No                      | Partially                        |
| The First Attack                                                   | No                        | Partially                   | Si                          | Si                           | Partially                     | Partially               | Partially                        |
| Drink With Me                                                      | Si                        | Si                          | Si                          | Si                           | Si                            | Si                      | Si                               |
| Bring Him Home                                                     | Si                        | Si                          | Si                          | Si                           | No                            | Si                      | Si                               |
| Dawn of Anguish                                                    | No                        | No                          | No                          | Si                           | No                            | No                      | Partially                        |
| The Second Attack (Death of Gavroche)                              | No                        | No                          | No                          | Si                           | Si                            | No                      | Si                               |
| The Final Battle                                                   | No                        | No                          | Si                          | Si                           | No                            | No                      | Si                               |
| The Sewers                                                         | No                        | No                          | Si                          | Si                           | No                            | No                      | Si                               |
| Dog Eats Dog                                                       | Si                        | Si                          | Si                          | Si                           | No                            | Si                      | Partially                        |
| Javert's Suicide                                                   | Partially                 | Partially                   | Si                          | Si                           | Partially                     | Si                      | Si                               |
| Turning                                                            | Si                        | Si                          | Si                          | Si                           | No                            | Si                      | Partially                        |
| Empty Chairs at Empty Tables                                       | Si                        | Si                          | Si                          | Si                           | No                            | Si                      | Si                               |
| Marius et Monsieur Gillenormand ("Marius and Mister Gillenormand") | No                        | No                          | No                          | No                           | Si                            | No                      | No                               |
| Every Day (Marius and Cosette)                                     | No                        | No                          | Si                          | Si                           | No                            | No                      | Si                               |
| Valjean's Confession                                               | No                        | No                          | No                          | Si                           | Si                            | No                      | Si                               |
| The Wedding Chorale                                                | Partially                 | Partially                   | Partially                   | Si                           | Si                            | Partially               | No                               |
| Beggars at the Feast                                               | Si                        | Si                          | Partially                   | Si                           | No                            | Si                      | Partially                        |
| Valjean's Death                                                    | Partially                 | Partially                   | Si                          | Si                           | Partially                     | Partially               | Partially                        |
| Finale                                                             | Si                        | Si                          | Si                          | Si                           | No                            | Si                      | Si                               |

 = Canzone incise interamente
 = Canzoni incise solo in parte
 = Canzoni escluse